# Tình bạn khác loài

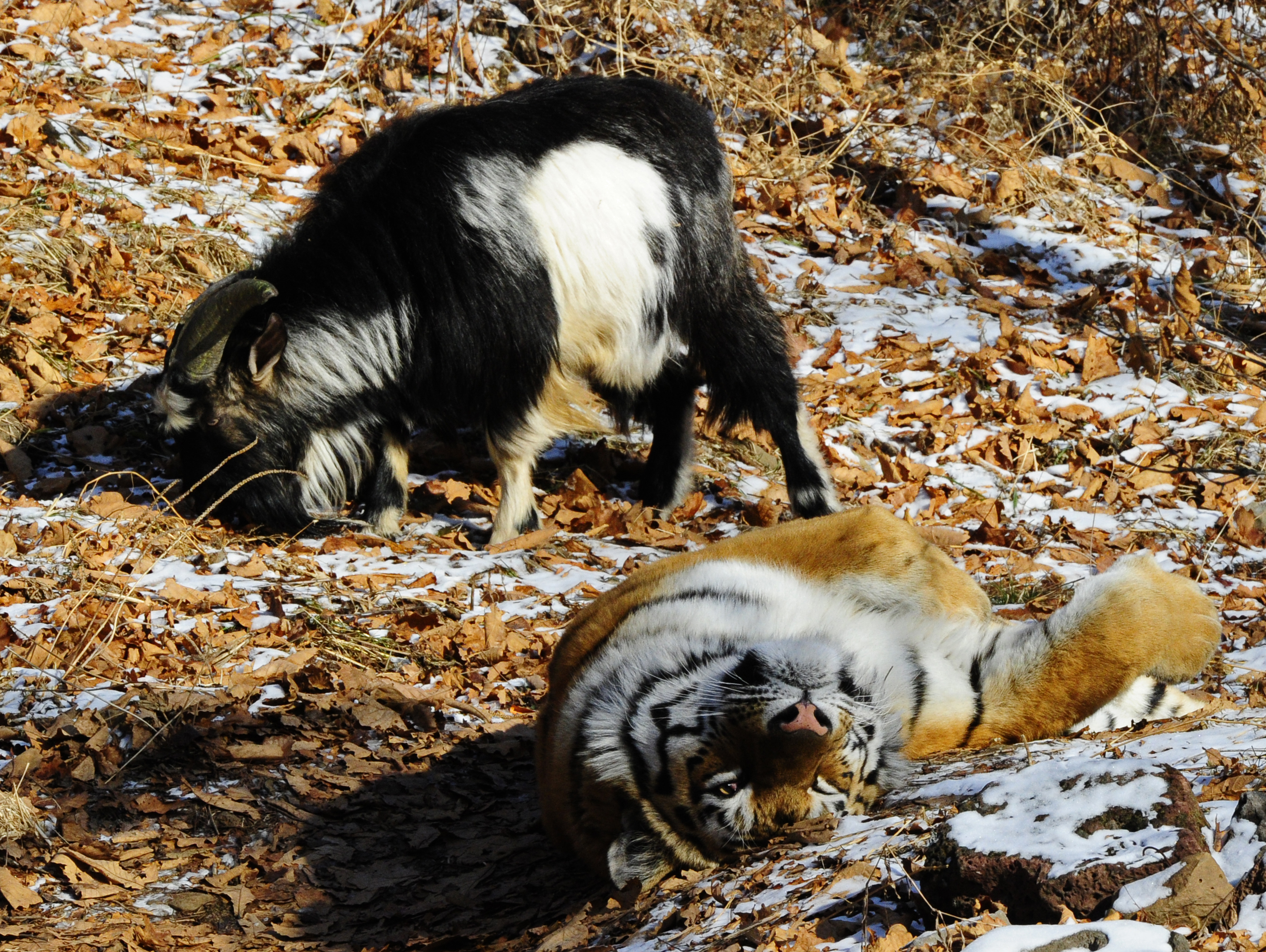
Tình bạn kỳ lạ giữa chú hổ Amur và chú dê Timur, trong tự nhiên, loài dê là con mồi của hổ

Tình bạn khác loài (Interspecies friendship) đề cập đến tình bạn giữa các sinh vật (động vật) là một mối quan hệ phi tình dục được hình thành giữa các loài động vật thuộc các giống loài khác nhau. Nhiều trường hợp kết bạn giữa các loài động vật hoang dã và động vật thuần hóa (súc vật) đã được báo cáo và ghi lại bằng hình ảnh và video cũng như lời kể hoặc tường thuật hay trong ký ức của nhiều người. Việc thuần hóa động vật đã dẫn đến tình bạn giữa các loài rất khác thường giữa hai (hoặc nhiều) loài mà tự nhiên sẽ không bao giờ tồn tại cùng nhau ví dụ như các loài gia súc, gia cầm trong một nông trại hoặc các loài động vật khi nuôi nhốt chung lâu ngày.

## Tổng quan
Trong nhiều trường hợp của tình bạn giữa các sinh vật, cặp động vật bao gồm những con vật không được biết đến để chung sống hòa hợp, và đôi khi, một trong số đó là một loài thường ăn thịt nhau trong tự nhiên. Khái niệm về tình bạn giữa các sinh vật tương tự như quan điểm của sự tương hỗ và chia sẻ, nhường nhịn lẫn nhau ở chỗ hai cá thể từ các loài khác nhau tồn tại trong một mối quan hệ nơi mỗi sinh vật được hưởng lợi từ hoạt động của nhau. Động vật thường miêu tả nhiều đặc điểm tương tự được hiển thị bởi con người. Có một niềm tin lớn rằng trong khi cả con người và động vật tiến hóa đồng thời, động vật được thuần hóa đã được hưởng lợi nhiều nhất từ các mối quan hệ giữa người và động vật vì chúng đã tăng số lượng nhiều hơn bao giờ hết trong trường hợp tự nhiên.
Lý do hình thành mối quan hệ bạn bè giữa các quốc gia bao gồm thuần hóa, giao tiếp giữa các giống loài, sự trao đổi cùng có lợi, mong muốn gắn kết mang tính xã hội, nhu cầu bảo vệ hoặc thường không được biết đến. Có những ví dụ về sự khác biệt về giống loài nhưng dường như những loài động vật hoang dã này không ngại vượt qua tất cả để làm bạn với nhau, yêu thương nhau. Trong số những tình bạn khác loài nổi tiếng nhất thuộc thế giới động vật hoang dã, có tình bạn giữa sư tử, hổ vằn và gấu nâu là tình bạn đặc biệt được ghi nhận. Cả ba đều là những mãnh thú hùng cứ một phương nhưng khi gặp nạn, được giải cứu, chúng đã gắn kết lại, giúp nhau ổn định tinh thần và lạc quan sống, một lần nữa biết tận hưởng cuộc sống. Thậm chí khi sư tử đau yếu, gấu nâu khổng lồ còn biết ôm hổ vằn để trấn an, động viên.

## Lý do
Có nhiều nguyên nhân và lý do để dần hình thành tình bạn giữa các loài khác nhau, có thể kể đến như quá trình thuần hóa và nuôi nhốt, sự giao tiếp giữa các loài, sự tương sinh để tồn tại, cơ chế phòng vệ chung, và sự liên kết xã hội.

### Sự thuần hóa

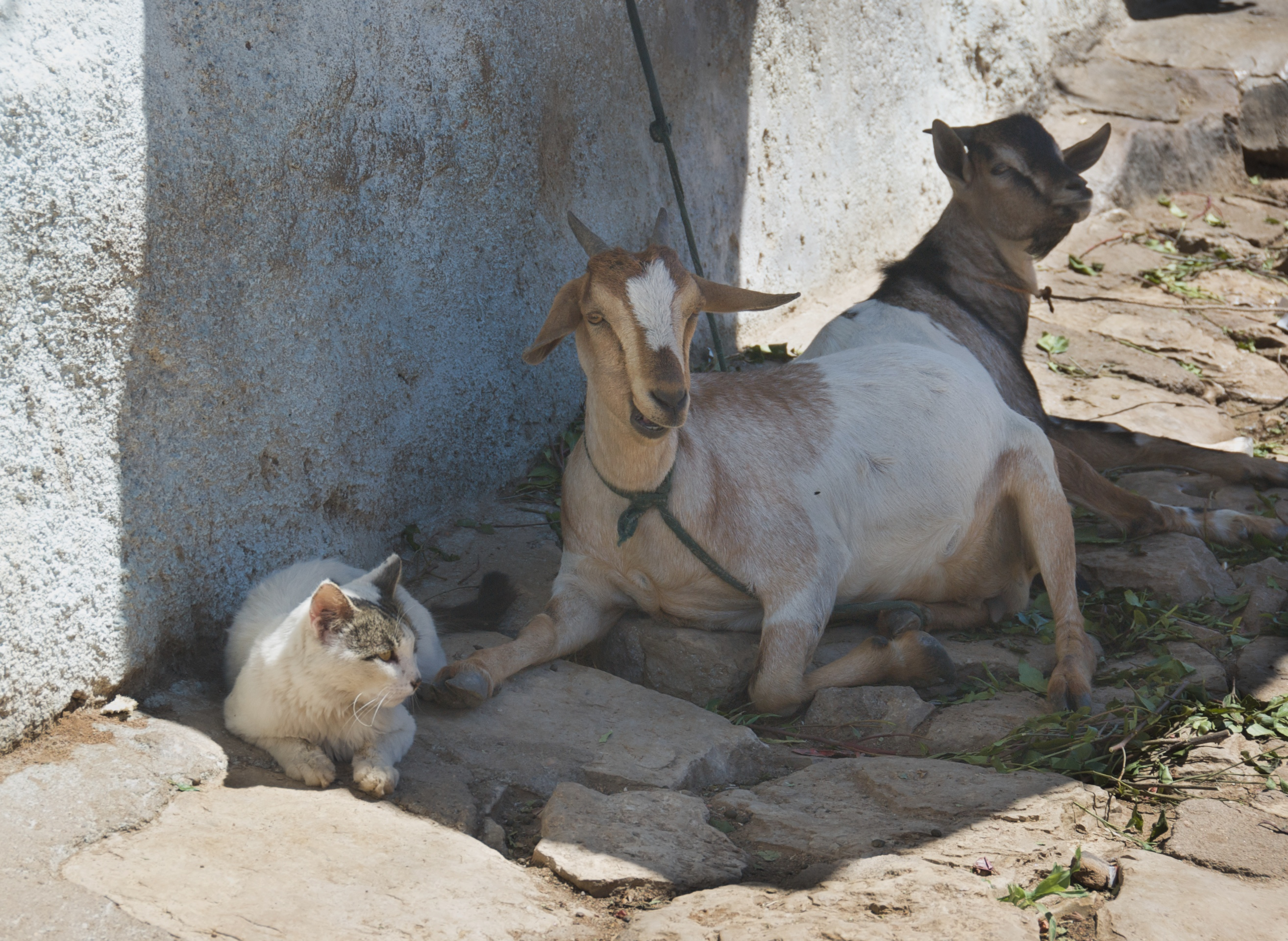
Tình bạn gắn kết giữa dê và mèo cùng chia sẻ bóng râm trong cái nắng chói

Thuần hóa được định nghĩa là một mối quan hệ đa thế hệ, trong đó một nhóm sinh vật đảm nhận một mức độ ảnh hưởng đáng kể đối với sự sinh sản và chăm sóc của một nhóm khác để đảm bảo nguồn cung tài nguyên dễ dự đoán hơn từ nhóm thứ hai đó. Trong 11.000 năm trước, con người đã đưa một loạt các loài vào thuần hóa để sử dụng làm vật nuôi, vật cảnh, súc vật nuôi trong gia đình và bạn đồng hành. Ảnh hưởng của hành vi của con người đối với động vật được thuần hóa đã dẫn đến nhiều loài đã học cách cùng tồn tại-đôi khi dẫn đến sự hình thành một tình bạn giữa các sinh vật. Ví dụ, tình bạn giữa các sinh vật thường được quan sát thấy ở người với vật nuôi thuần hóa của họ và trong vật nuôi sống trong cùng một gia đình như mèo và chó. 

### Sự giao tiếp
Giao tiếp giữa các loài có thể tạo thành nền tảng của tình bạn giữa các loài vì nó tạo điều kiện thuận lợi cho nhau và sự ràng buộc giữa các loài động vật. Các loài có thể giao tiếp với nhau cả bằng âm thanh, âm điệu, ngôn ngữ của động vật giống như lời nói và không bằng lời nói như đã thấy trong giao tiếp giữa người và chó. Sự giao tiếp được thể hiện giữa chó và người cho phép tình bạn hình thành thường được thể hiện thông qua các hoạt động gắn kết xã hội như chơi đùa.
Giao tiếp liên ngành là một cách hiệu quả để hình thành mối quan hệ bạn bè và giao thoa trong tự nhiên, thường liên quan đến các loài khác nhau cảnh báo nhau về nguy cơ tiềm ẩn đang đến gần. Loài khỉ đã được quan sát khi cố giao tiếp với nhau thông qua các cuộc gọi báo động của chúng dẫn đến sự tương hỗ giữa các đối tác. Cụ thể, loài khỉ Tây Phi Diana (Cercopithecus diana) và khỉ Campbell (Cercopithecus campbelli) dường như hiểu và phản ứng với các cuộc gọi báo động của các loài khác và hình thành mối liên hệ với nhau thông qua sự bảo vệ lẫn nhau.

### Sự tương sinh

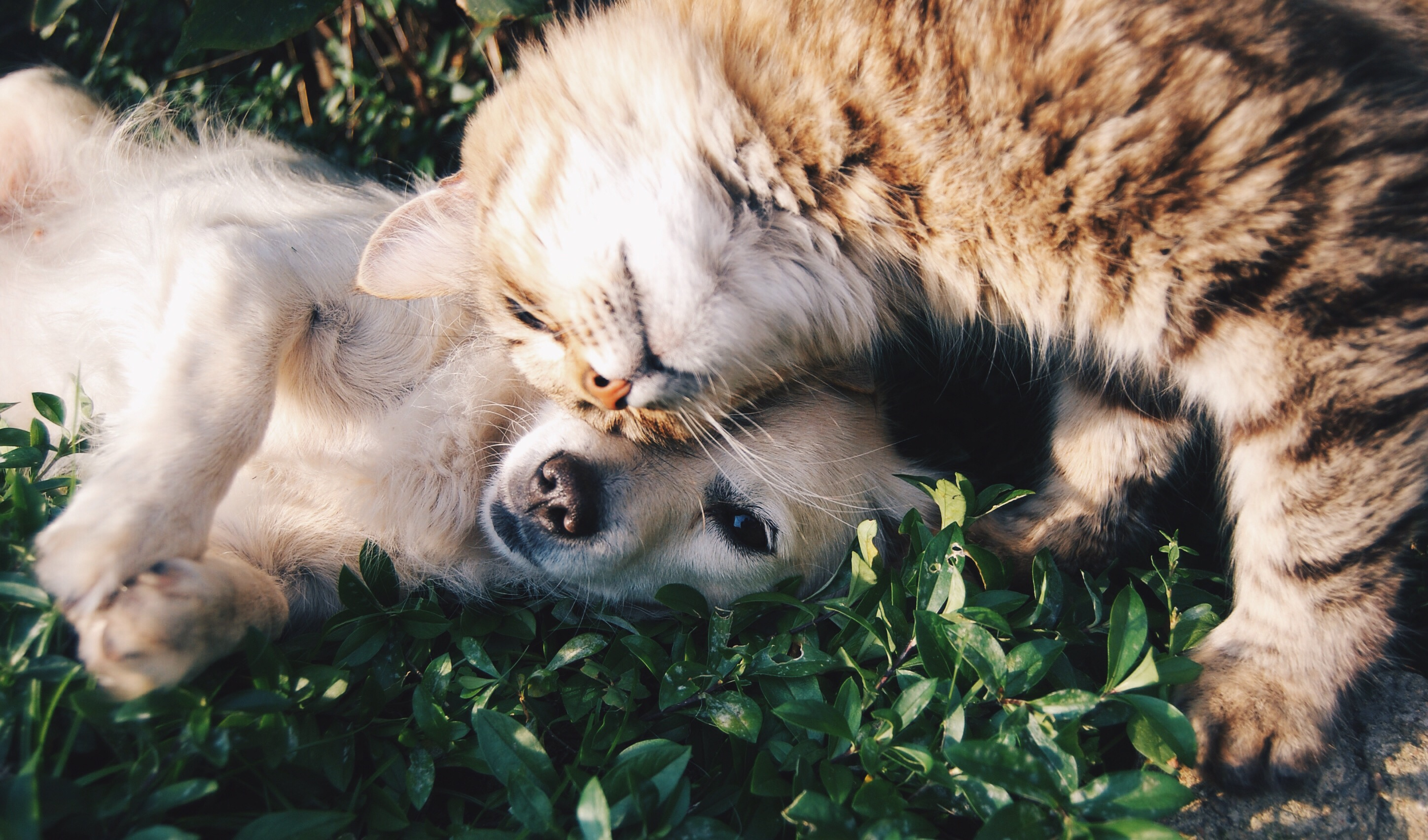
Tình bạn giữa chó với mèo

Sự tương sinh hay tương tác thông qua cơ chế cộng sinh, hội sinh, hợp tác và tương hỗ có thể góp phần hình thành tình bạn giữa các sinh vật vì nó liên quan đến một cặp sinh vật trải qua trao đổi cùng có lợi với nhau, điều này có thể dẫn đến một mối quan hệ lâu dài. Mối quan hệ tương hỗ được quan sát giữa chó sói và lửng sau khi săn sóc đất cùng nhau là một ví dụ về sự tương hỗ phát triển thành một tình bạn giao thoa có thể xảy ra.
Tình bạn giao thoa thường hình thành giữa con người và động vật được thuần hóa thông qua sự tương hỗ, trong đó con người thu được thứ gì đó có lợi từ thú cưng của họ và thú cưng có được thứ gì đó có lợi từ con người. Điều này thường được quan sát thấy trong tình bạn giữa chó và chó, trong đó chó được hưởng lợi khi được chăm sóc và cung cấp tình yêu và sự đồng hành từ con người trong khi con người được hưởng lợi bằng cách nhận được sự đồng hành, lòng trung thành và tình yêu từ những con chó của chúng.

### Sự bảo vệ

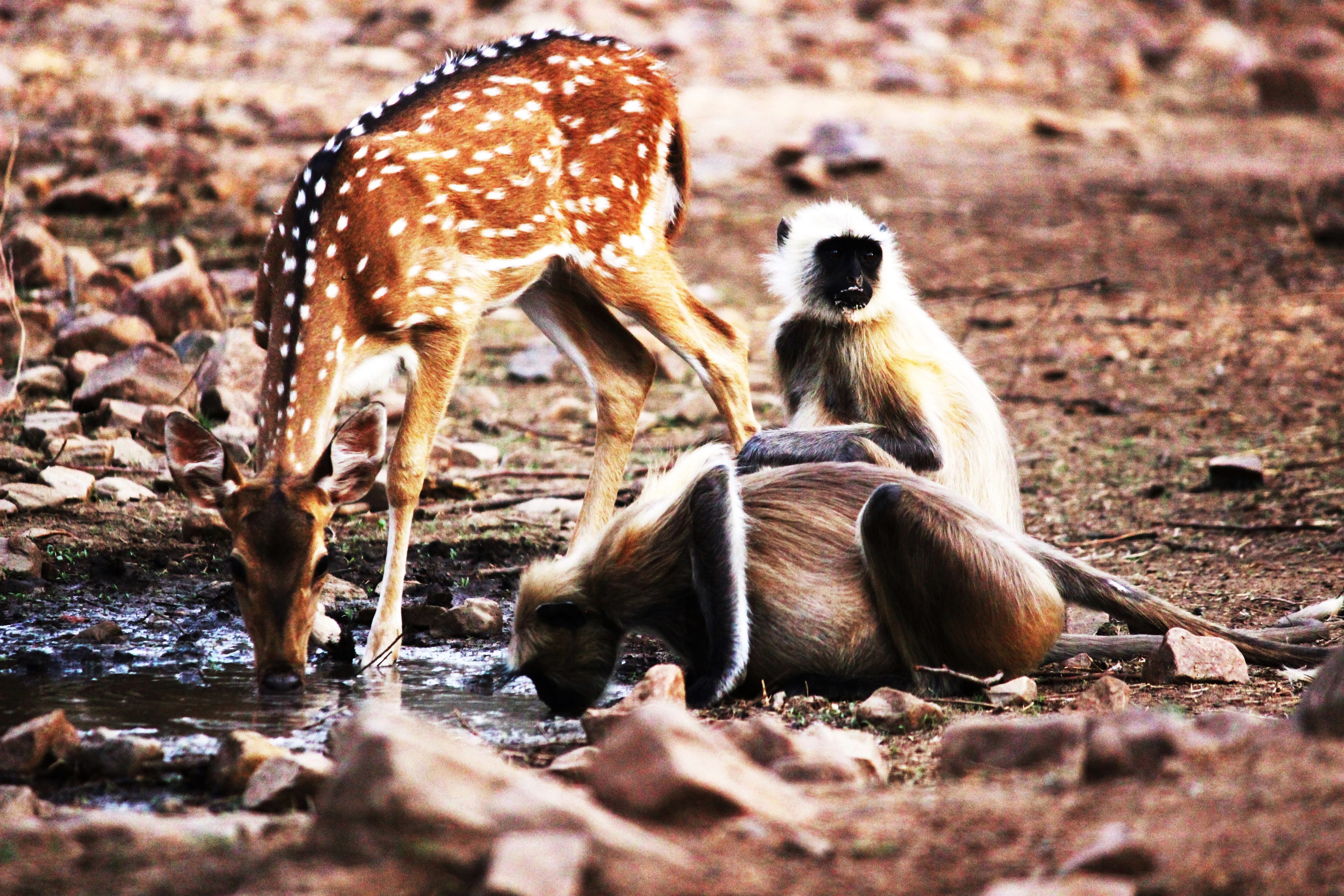
Loài khỉ và nai thường bên nhau, chúng đề được hưởng lợi từ mối quan hệ này trong việc cảnh báo sớm nguy cơ bị ăn thịt từ kẻ săn mồi tiềm tàng

Hành vi bảo vệ được thể hiện từ loài này sang loài khác có thể dẫn đến tình bạn giữa các loài vì nó cho phép hình thành mối liên kết giữa các loài. Điều này thường được quan sát thấy trong các con nuôi xen kẽ trong đó một loài "nhận nuôi" một loài khác mồ côi hoặc bị tổn thương. Ví dụ, một con khỉ marmoset sơ sinh đã được nhận nuôi bởi khỉ capuchin và marmoset đã được đưa vào xã hội và được bảo vệ trong nhóm của chúng. Các ví dụ khác bao gồm một con cừu đực bảo vệ một con bò cái mù và một con bò đực che chở cho một con la mù. Trong mỗi hoàn cảnh, tình bạn giữa các giống loài được hình thành sau khi những người bảo vệ đảm nhận vai trò bảo vệ.

### Liên kết xã hội
Nhiều loài tìm kiếm sự gắn kết xã hội với các loài khác thường liên quan đến hành vi nô đùa. Chơi đùa có thể xem như cơ chế như một hình thức giao tiếp giữa những người bạn đồng hành trong đó những người tham gia cùng hiểu rằng sự tương tác là vui tươi và dễ chịu. Chơi đùa đặc biệt cơ bản cho sự tương tác giữa con người và bạn đồng hành không phải con người của họ. Trong tự nhiên có nhiều ví dụng về các động vật khác loài hay nô đùa với nhau, đặc biệt là khi trong giai đoạn thú non
Một trong những ví dụ về liên kết này là việc chơi đùa giữa chó-người đòi hỏi cả người và chó phải giao tiếp để hiểu tình hình và mục tiêu của trò chơi thông qua hành động của chúng, trong khi chơi đùa với chó, con người cũng cảm thấy được thư thái. Liên kết xã hội được quan sát thấy trong nhiều tương tác giữa các loài, chẳng hạn như giữa con người và vật nuôi trong gia đình, con người và động vật linh trưởng và nhiều động vật khác trong tự nhiên. Vì liên kết xã hội liên quan đến giao tiếp và tương tác giữa các loài khác nhau, nó có thể dẫn đến sự phát triển của tình bạn giữa các sinh vật.